# 2020年伊朗議會選舉
2020年伊朗议会选举举行于2020年2月21日，选举出伊朗伊斯兰共和国的第11届伊斯兰议会议员，本届议会也是自波斯立宪革命以来的第35届议会。由於2019冠狀病毒病影響，第二輪剩餘的11个席次延期至2020年9月11日舉行。

## 选举制度
伊斯兰议会共有290席议员，其中5席是宗教少数派保留席位，分配给琐罗亚斯德教、波斯猶太人、亚述人、亚美尼亚人 (2席)，其余285席地方直選席次從196個大或小選區直選而來。
在只有一個席次的小選區中，得票最高者當選，但必須獲得四分之一以上的選票；若無候選人得票數達到四分之一，則在兩位得票數最高的候選人間舉行第二輪選舉。
在有多個席次的大選區中，採用全票制，即選民的票數與該選區的席次數相同，得票數最高的幾名候選人當選，但必須获得四分之一以上選民投票；若还有剩余席次，則舉行第二輪選舉，第二輪選舉的候選人數目為空缺席次的兩倍，若参選人數不足兩倍，則全部未當選者參選。

## 候选人

### 候选資格
- 成為伊朗公民
- 成為伊斯蘭共和國的支持者，承諾忠於憲法
- 成為一名虔誠穆斯林（除非競選宗教少數代表）
- 沒有“臭名昭著的聲譽”
- 年齡在30至75歲之間，身體健康。

具体来说，如果候選人被认定有精神障礙、積極支持巴列维王朝或被視為非法的政黨和組織、被指控從事反政府活動、放棄伊斯蘭信仰、被判犯有腐敗、叛國、欺詐、賄賂、毒品罪，或被判違反伊斯蘭教法。此外，候選人必須識字，不能在巴列维政府中担任要职，不能是大地主、政府部長、宪法监护委员会和伊朗最高法院成員、總檢察長、一些公務員和宗教領袖、武裝部隊成員也被禁止競選公職。

### 审查结果
共有14,444人申請參加競選，並由監護委員會進行了審查。其中，有7,296人（51％）被取消參選資格，大部分是改革派，尤其是即將離任的議會議員中打算連任的有75％被取消參選資格，这导致选举由过去保守派与改革派竞争，转变为温和保守派与極端保守派之間的較量，前者以穆罕默德·巴吉尔·卡利巴夫为代表，支持伊朗核协议，將自己描述為“技術官僚”，但改革派據稱對其並不買單；后者则极力反对核协议。

## 参選政黨
由于改革派大量被取消资格，保守派内部陷入激烈競爭，下列列表陣營只显示意识形态分类，不代表结盟关系。
| 陣營   | 联盟                     | 政黨                       |
| ------ | ------------------------ | -------------------------- |
| 保守派 | 伊斯蘭革命力量聯盟理事會 | 伊斯蘭伊朗的進步與正義人群 |
| 保守派 | 伊斯蘭革命力量聯盟理事會 | 伊斯蘭革命信徒協會         |
| 保守派 | 伊斯蘭革命力量聯盟理事會 | 伊斯蘭革命探路者協會       |
| 保守派 | 伊斯蘭革命力量聯盟理事會 | 伊斯蘭聯盟黨               |
| 保守派 | 伊斯蘭革命力量聯盟理事會 | 發展與正義黨               |
| 保守派 | 伊斯蘭革命力量聯盟理事會 | 伊斯蘭革命退伍軍人協會     |
| 保守派 | 人民聯盟                 |                            |
| 保守派 | 伊斯蘭革命穩定陣線       |                            |
| 保守派 | 爭取正義議會運動         |                            |
| 保守派 | 經濟民生                 |                            |
| 改革派 | 哈什米之友               | 建設公僕黨                 |
| 改革派 | 哈什米之友               | 溫和與發展黨               |
| 改革派 | 八個改革派政黨聯盟       | 民主党                     |
| 改革派 | 八個改革派政黨聯盟       | 工人之家                   |
| 改革派 | 八個改革派政黨聯盟       | 伊斯蘭勞工黨               |
| 改革派 | 八個改革派政黨聯盟       | 伊朗伊斯蘭團結黨           |
| 改革派 | 八個改革派政黨聯盟       | 伊朗人之聲                 |
| 改革派 | 八個改革派政黨聯盟       | 伊朗伊斯蘭教師協會         |
| 改革派 | 八個改革派政黨聯盟       | 伊朗伊斯蘭教育家大會       |
| 改革派 | 八個改革派政黨聯盟       | 伊朗伊斯蘭民族團結與合作黨 |

## 选举结果

### 第一輪

选举结果，保守派；改革派；独立人士

保守派以壓倒性優勢獲勝，獲得221席次，改革派20席次，有11个席次待第二輪選出。部分候选人在上任前就因COVID-19去世。另外在57,918,159名登記選民中，有24,512,404人投票，投票率仅42.57%，并有167,809票無效。
| 陣營                           | 席位 | %     |
| ------------------------------ | ---- | ----- |
| 保守派                         | 221  | 76.20 |
| 改革派                         | 20   | 6.89  |
| 独立人士                       | 38   | 13.10 |
| 总计                           | 279  | 96.21 |
|                                |      |       |
| 未选出                         | 11   | 3.79  |
| 来源：ICANA (由华盛顿邮报报道) |      |       |

### 第二輪
由於COVID-19影响第二輪剩餘的11个席次延期，至2020年9月11日才舉行。另外包括首都德黑蘭在內的3座城市，在第一轮至第二輪间新产生6個缺額，將不參加9月11日的選舉，其選舉將推遲至次年與總統選舉（2021年6月18日）同時舉行，结果保守派贏得了全部6個席次。
| 陣營        | 席位 |
| ----------- | ---- |
| 保守派      | 5    |
| 改革派      | 1    |
| 独立人士    | 4    |
| 总计        | 10   |
|             |      |
| 未选出      | 1    |
| 来源：ICANA |      |

### 分析
保守派獲勝的原因包括改革派領導下的國內經濟形勢持續不佳、美國退出伊朗核協議以及此後美國重新實施制裁（也是造成經濟形勢不佳的部分原因） 、監護委員會取消改革派候选人資格、改革派缺乏統一的戰略、改革派政府缺乏透明度，以及卡西姆·蘇萊曼尼將軍被暗殺。據估計，本次选举投票率打破1979年伊朗伊斯蘭革命以來的最低记录，全國僅略高於42%，先前曾幫助改革派在2016年取得勝利的城市地区投票率更降至25%。相較之下，2016年全國投票率為62%，伊朗最高领袖哈梅內伊表示，投票率低是由於伊朗敵人傳播的冠狀病毒导致。

## 後續
由於民意右傾，伊斯兰会议由前德黑蘭市長和前警察局長穆罕默德·巴吉尔·卡利巴夫接任阿里·拉里贾尼為新任議長。在290個席位中，有220個以上由保守派获得，佔據极大優勢，翌年總統大選也是保守派易卜拉欣·莱希勝選。